# トゥキ・ブゥキ / ハイエナの旅
『トゥキ・ブゥキ/ハイエナの旅』（Touki Bouki）は、1973年のセネガル映画。

## キャスト
- アメニタ・フォール
- ウセイヌー・ジオップ
- マガイェ・二アン
- マレメ・二アン